# CPUID
Dans l'architecture x86, l'instruction CPUID (abréviation de CPU identification) est une instruction supplémentaire du processeur (en) permettant au programme de découvrir l'identité et donc les caractéristiques du processeur. L'instruction a été introduite par Intel en 1993 lors de l'introduction des processeurs Pentium et SL-enhanced 486 (en). 
Un programme peut utiliser l'instruction CPUID pour déterminer le type de processeur qui exécute le programme et ainsi savoir si certaines fonctionnalités telles que MMX/SSE sont disponibles.
Avant la disponibilité de l'instruction CPUID, les programmeurs devaient écrire un code machine ésotérique qui exploitait des différences mineures dans le comportement du processeur afin de déterminer la marque et le modèle du processeur,. 